# Castilló del Plá
Castilló del Plá (Castelló del Pla en catalán ribagorzano) es una localidad española perteneciente al municipio de Benabarre, en la Ribagorza, provincia de Huesca, Aragón.

## Geografía
El pueblo se encuentra situado sobre un cerro elevado a 762 metros en el plá, al pie de la sierra de la Carrodilla.

## Historia
Su primera mención es en 1391 donde aparece como lugar perteneciente a la diócesis de Seo de Urgel y desde 1955 del obispado de Lérida.Formó parte del municipio de Pilzán hasta su disolución en 1972.

## Fiestas locales
- 25 de enero, en honor a San Pablo, con reparto de pan.[4]

## Monumentos

### Iglesia parroquial de San Pablo Apóstol

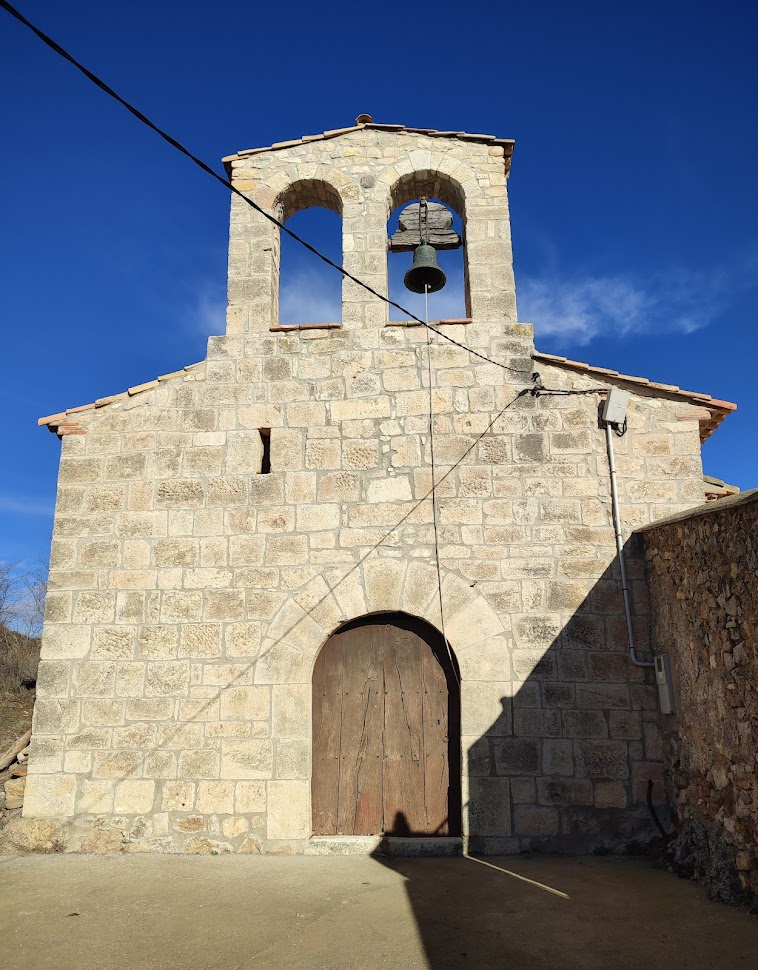
Portada de la Iglesia de San Pablo Apostol

Iglesia original del siglo xviii. Edificio de planta rectangular con capillas entre los contrafuertes, la entrada tiene un arco adovelado. Cubierta es a dos aguas, con tejas.Depende de la parroquia de Pilzán.

### Yacimiento prehistórico
Yacimiento prehistórico del Paleolítico Medio.

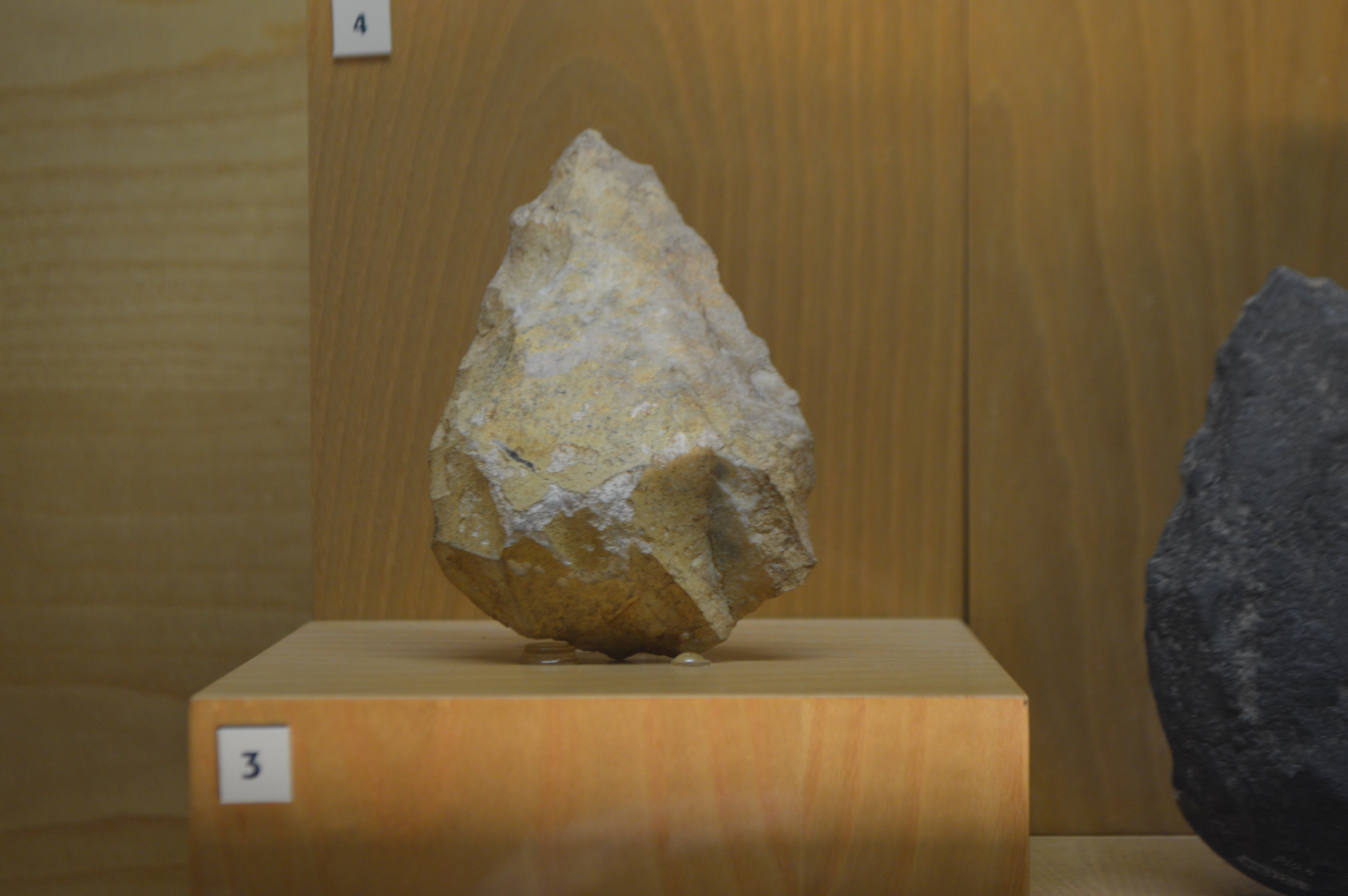
Bifaz excavado del yacimiento arqueológico del Castilló del Plá.

## Demografía
| Gráfica de evolución de Castilló del Plá entre 2000 y 2020          |
|                                                                     |
| Datos obtenidos por la Población de derecho del INE. Década actual. |